# 圣约翰斯堡 (佛蒙特州)
圣约翰斯堡（英語：St. Johnsbury）位于美国佛蒙特州东北部，是喀里多尼亚县的县治所在，面积95.2平方公里。根据2000年美国人口普查，共有7,571人，其中白人占96.5%。